# Hagen von Ortloff

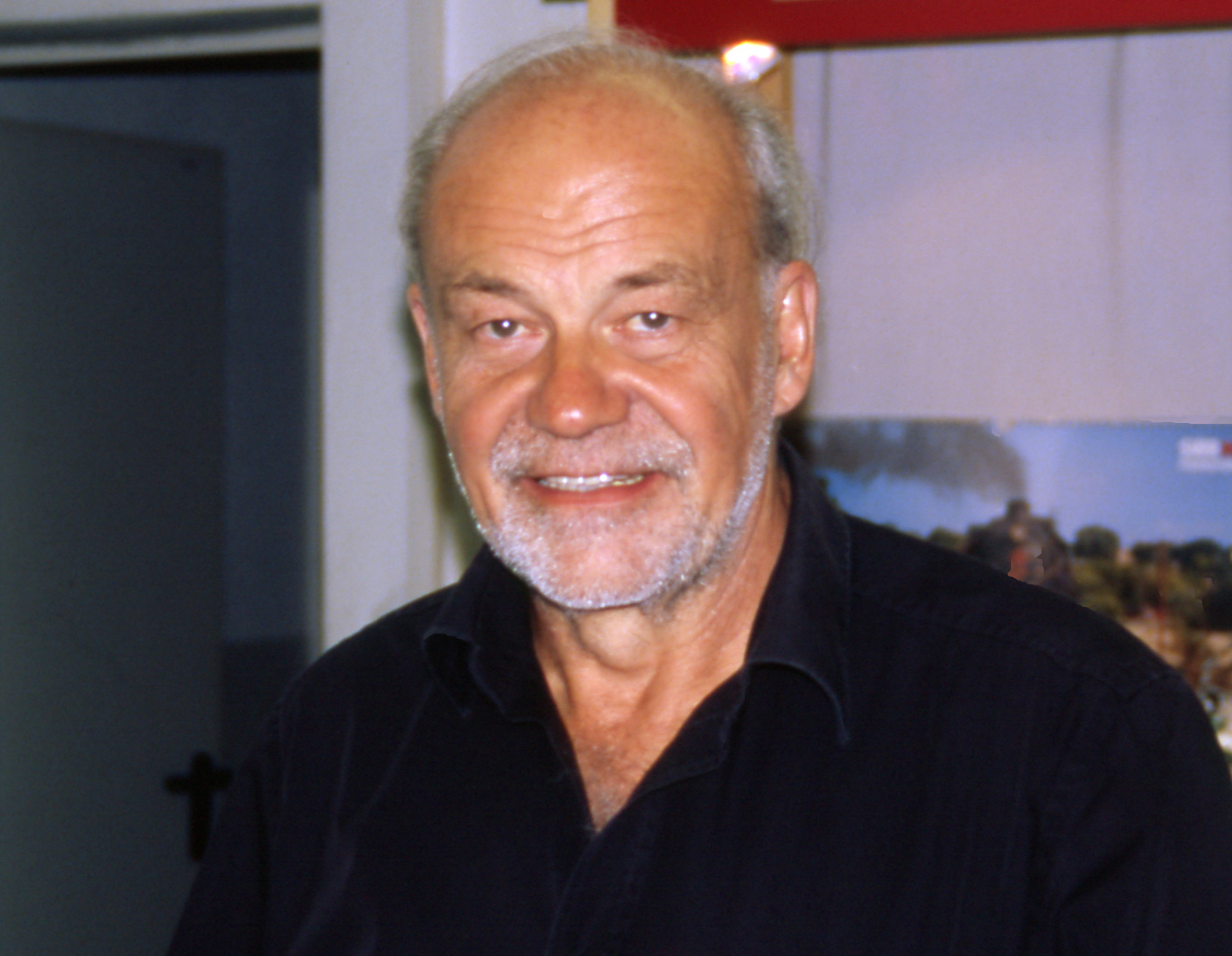
Hagen von Ortloff (2010)

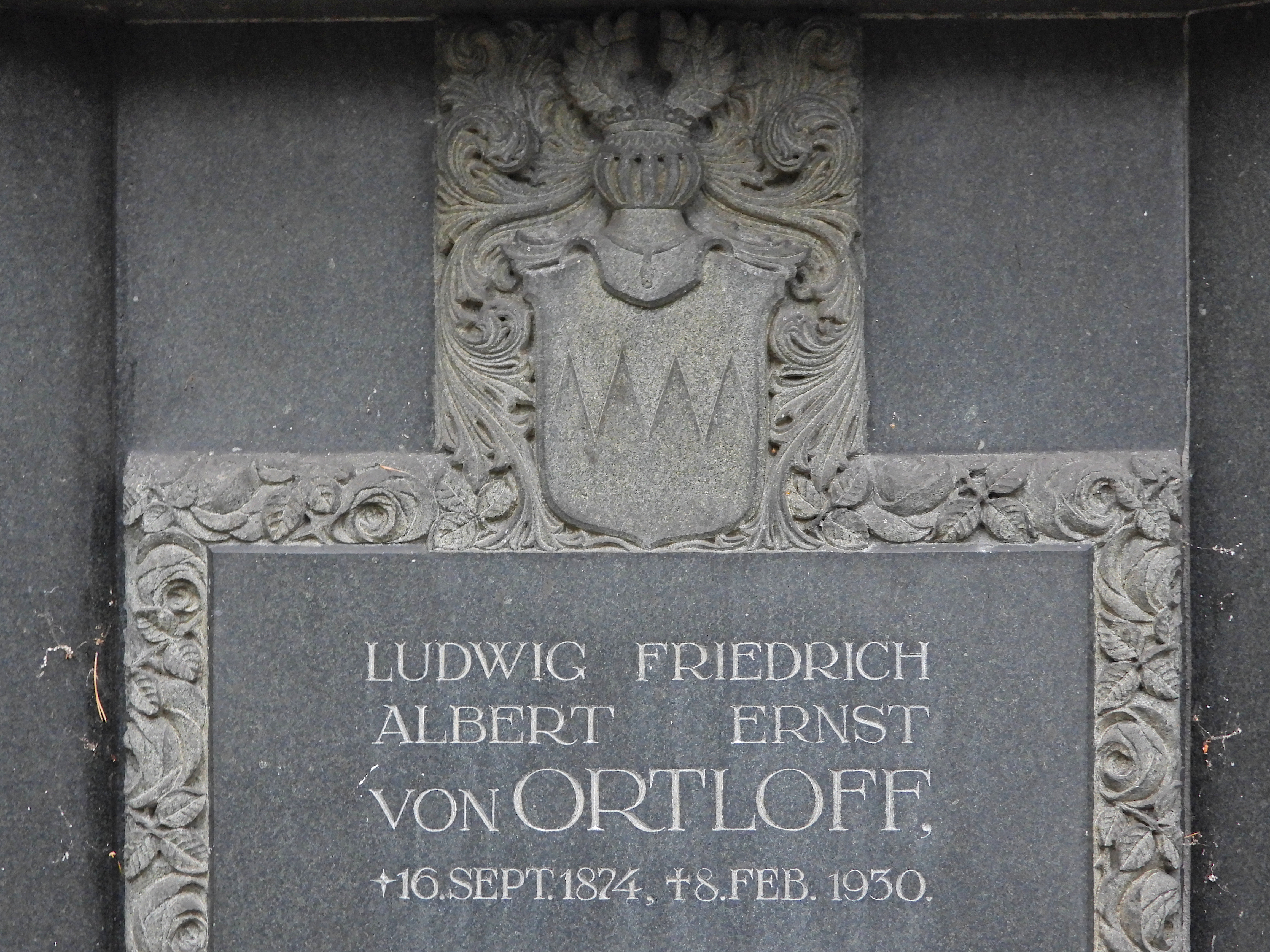
Familienwappen von Ortloff (sächsischer Briefadel), Grabanlage auf dem Friedhof Dresden-Tolkewitz

Hagen von Ortloff (* 15. Mai 1949 in Zwickau) ist ein deutscher Fernsehmoderator. Bekannt wurde er vor allem durch die vom SWR produzierte Fernsehsendung Eisenbahn-Romantik.

## Biografie
Seine Eltern besaßen eine Ziegelei in Zwickau und flohen 1953 nach West-Berlin. 1957 starb sein Vater. Ortloff verbrachte seine Kindheit bei seiner Großmutter in Dresden und konnte erst 1960 zu seiner Mutter in die Bundesrepublik Deutschland übersiedeln, wo er in der Nähe von Heilbronn lebte. Unter anderem besuchte er das Justinus-Kerner-Gymnasium im nahen Weinsberg. Der von der dortigen Schulleitung jährlich an ausgewählte Abiturienten verliehene Preis für herausragendes soziales Engagement für die Schulgemeinschaft trägt seinen Namen.
1975 schloss Hagen von Ortloff sein 1972 begonnenes Studium an der Fachhochschule für Druck in Stuttgart als Wirtschaftsingenieur ab. Darauf folgte ein Studium der Soziologie, Politikwissenschaft und Betriebswirtschaftslehre an der Universität Stuttgart, welches er im Jahr 1984 als Magister rer. pol. abschloss. Er studierte ebenfalls Kommunikationswissenschaften an der Uni Hohenheim. Daneben arbeitete er ab 1977 als freier Mitarbeiter beim Süddeutschen Rundfunk. Den ersten Eisenbahnfilm machte er im November 1978 für eine Nachrichtensendung für Kinder namens Durchblick: „Er dauerte eineinhalb Minuten und handelte von der Privaten Modellbahnvereinigung Winnenden, die es heute noch gibt“, so Ortloff in einem Interview. Danach arbeitete er in der Sportredaktion und nahm dabei 1986 an einem „Jedermann“-Triathlon (500 m Schwimmen, 29 km Radfahren, 6 km Laufen) teil. Ab Ende 1979 war er auch als Mitglied der Redaktion der Abendschau tätig. 1991 begann die Ausstrahlung der Sendereihe Eisenbahn-Romantik, welche Hagen von Ortloff bis 2015 als Moderator begleitete. Er sprach sich auch gegen das Bahnprojekt Stuttgart 21 aus und setzte sich für den Kopfbahnhof 21 ein.
Im Dezember 2014 wurde bekannt, dass von Ortloff „de jure“ Rentner sei. Ende 2015 kündigte er an, sich aus der Moderation der Sendung zurückzuziehen; Eisenbahn-Romantik wird seit 2016 ohne Moderator gesendet.
Anfang Dezember 2024 teilte er seinen Zuschauern über YouTube mit, dass bei ihm Magenkrebs diagnostiziert wurde. Bis März 2025 befand er sich in Chemotherapie und unterzog sich anschließend zweier Operationen (Magenkrebs, Metastase in der Leber). Von Ortloff gilt als geheilt.

## Auszeichnungen
- Claus-Köpcke-Preis 2010 des Vereins zur Förderung Sächsischer Schmalspurbahnen[9]